# Нови град (община)
Община Нови град (на сръбски: Општина Нови Град) е разположена в Република Сръбска, част от Босна и Херцеговина. Неин административен център е град Нови град. Общата площ на общината е 483.22 км2. Населението ѝ през 2004 година е 31 144 души.